# Metropolitano de Valencia (Venezuela)

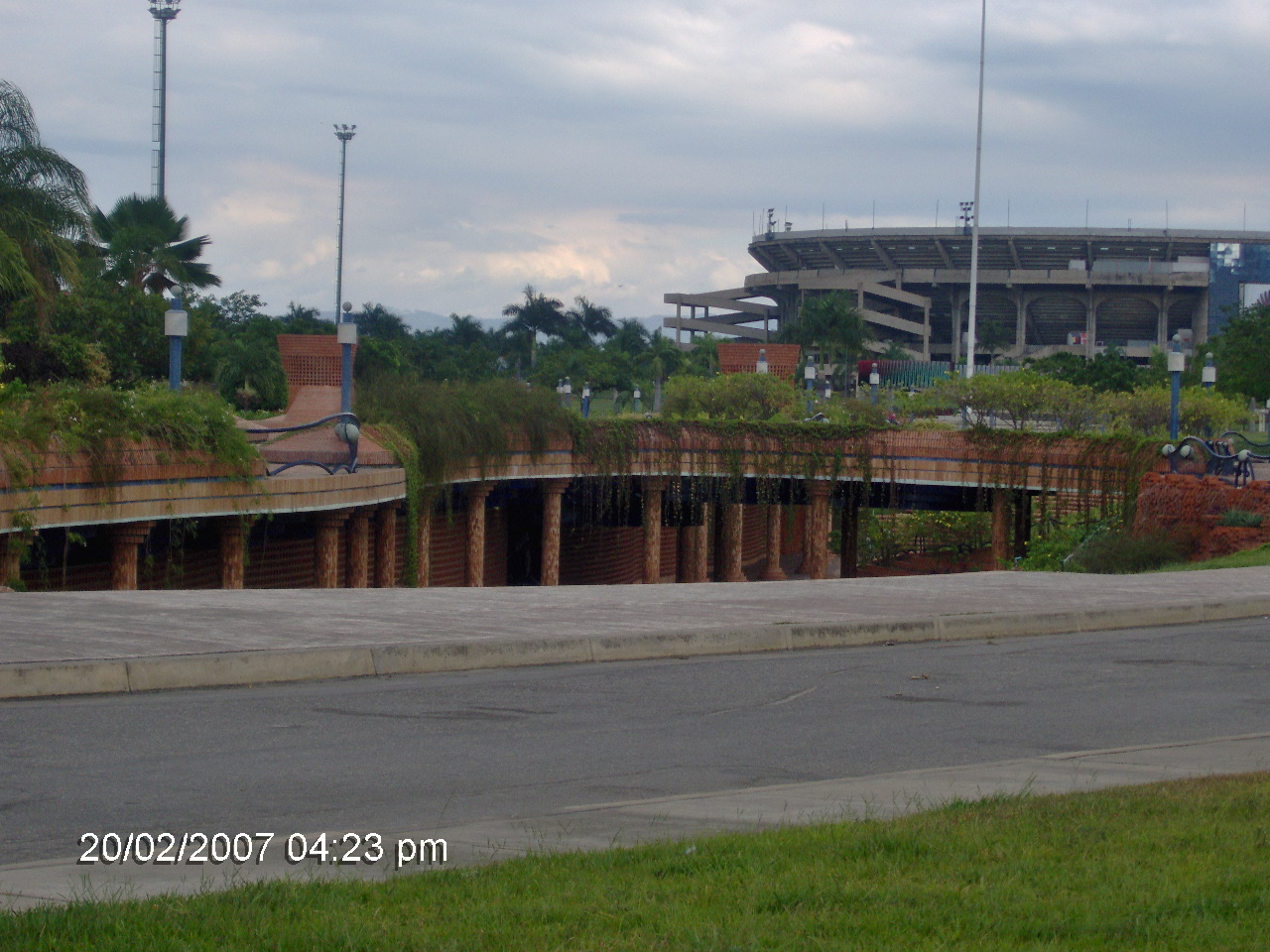
Entrada da estação Monumental próxima ao estádio da Plaza Los Toros

O Metropolitano de Valência é o sistema de metropolitano de Valência, na Venezuela. Foi pré-inaugurado em 18 de novembro de 2006 (primeira fase da linha 1, Monumental-Universidad).

## Linhas
| Linha | Terminais                | Inauguração            | Comprimento (km) | Estações                                            | Funcionamento                                                             |
| ----- | ------------------------ | ---------------------- | ---------------- | --------------------------------------------------- | ------------------------------------------------------------------------- |
| 1     | Monumental ↔ Universidad | 18 de novembro de 2006 | 20,50            | 19 (7 operacionais, 5 em construção e 7 em projeto) | Seg a Sex das 06:00 as 09:00 e das 18:00 as 21:00; Sab das 08:00 as 12:00 |
| 2     | La Florida ↔ Bomberos    | em projeto             | 18,26            | 21                                                  | Em Projeto                                                                |